# Öst på stan

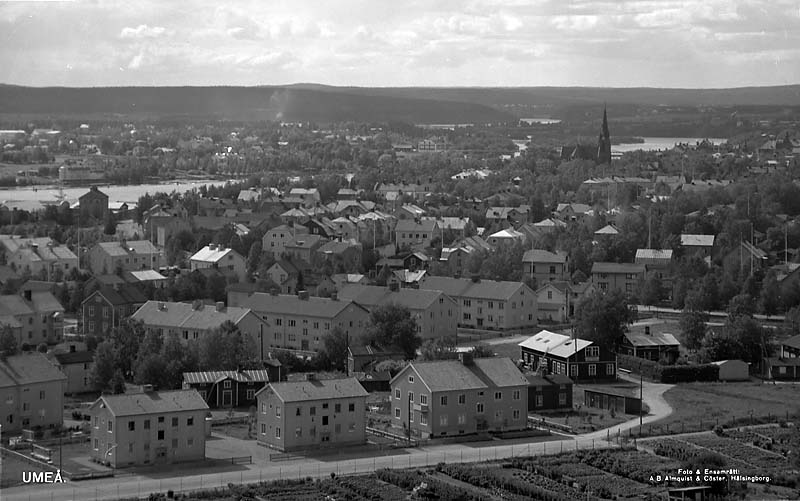
Öst på stan, närmast Östermalm, 1940-tal.

Öst på stan kallas östra delen av gamla Umeå innerstad. Stadsdelen har till stor del karaktären av ordnad villastad med trähus i en stadsmässig rutnätsplan, men villor och mindre hyreshus ersätts successivt med stenhus i kvartersformering.
Stadsdelen avgränsas av Ume älv, Östra Kyrkogatan och Östermalmsleden (länsväg 531, tidigare E12, som senare övergår i Holmsundsvägen).
Längs Storgatan närmast centrum finns mycket av det "gamla Umeå" bevarat. Här finns Döbelns park, Moritzska gården, Scharinska villan, Ringstrandska villan, och inte minst Länsresidenset, uppfört i slutet av 1800-talet och skyddat som byggnadsminne. Vid Storgatan ligger också Länsstyrelsen i Västerbottens län och det gamla cellfängelset från 1861. 
Andra intressanta byggnader i stadsdelen är Umeås gamla stadsbibliotek på Kungsgatan, invigt 1954 men 1986 ersatt av biblioteket i kvarteret Idun i centrala stan . Även längs Kungsgatan finns flera välbevarade byggnadsminnen, som Rektor Johanssons gård, Lektor Waldenströms hus och bostadshusen i kvarteret Ripan, som bland annat haft Wilhelm Peterson-Berger som hyresgäst.
Längs Nygatan, granne med Umeå tingsrätt, ligger både Seminariet för huslig utbildning och det gamla Folkskoleseminariet, som sedan slutet av 1990-talet inhyser friskolan Minervaskolans grundskola. 
Till stadsdelen räknas även bostadsområdena Östermalm (med det Ralph Erskine-ritade kvarteret Träsnidaren), Konstnärligt campus (med bland annat Bildmuseet, Designhögskolan och Sliperiet) samt Öbacka, med Öbackaparken och det nybyggda området Öbacka strand. 
Allra längst i öster ligger Botniabanans ena knutpunkt i Umeå,  järnvägsstationen Östra station, som gränsar till sjukhus- och universitetsområdena.

## Fler bilder från Öst på stan

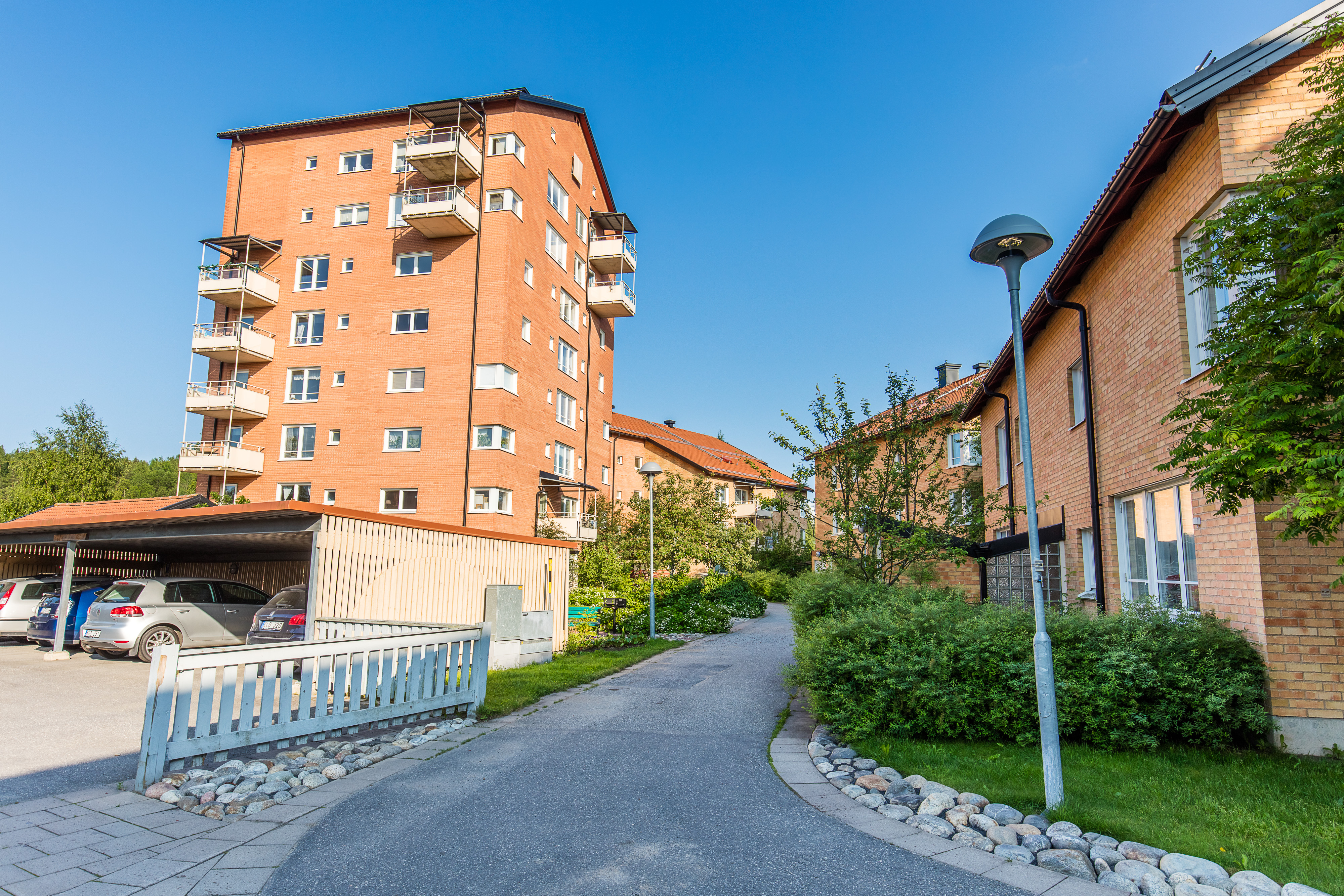
Kv. Träsnidaren på Östermalm.
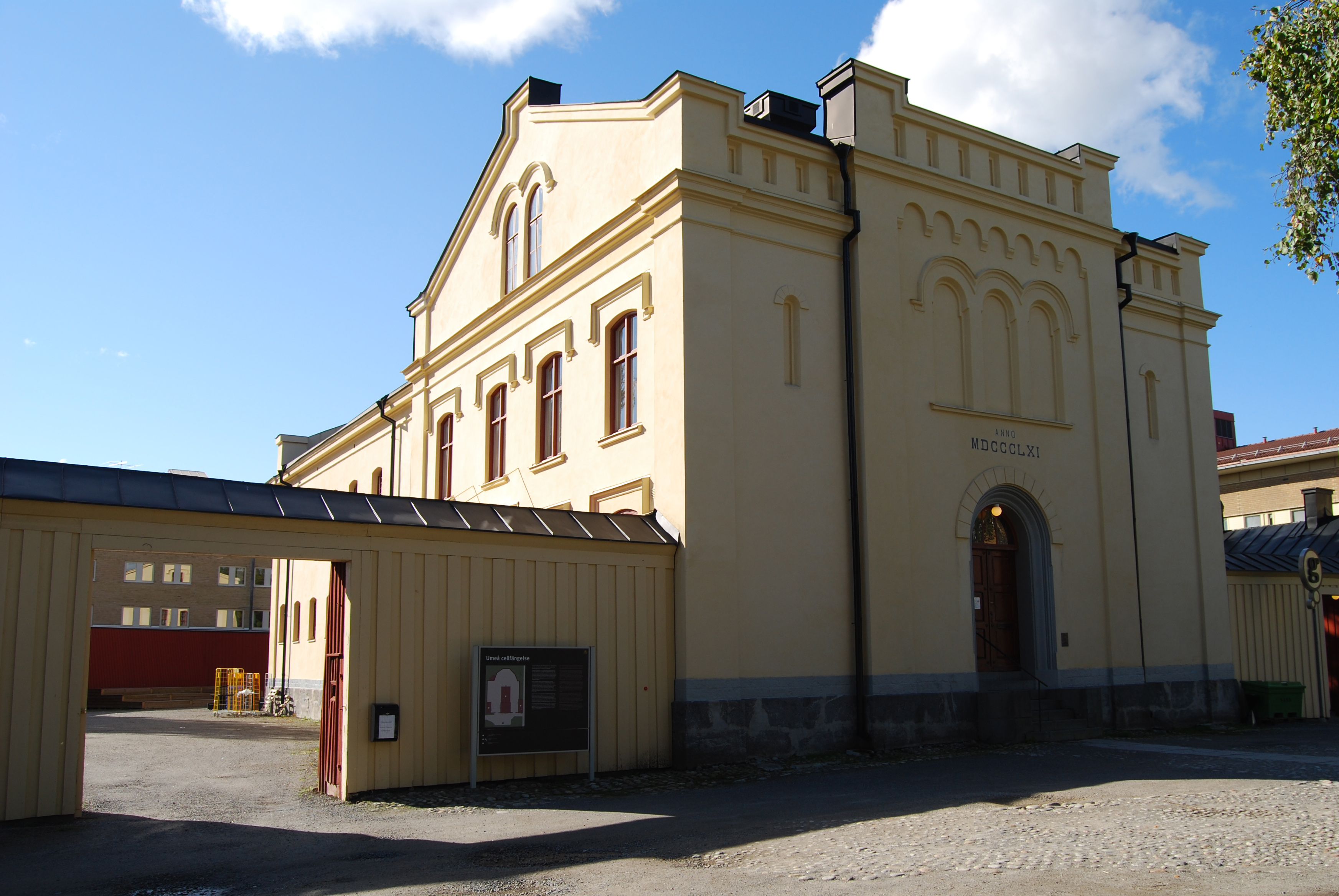
Cellfängelset.
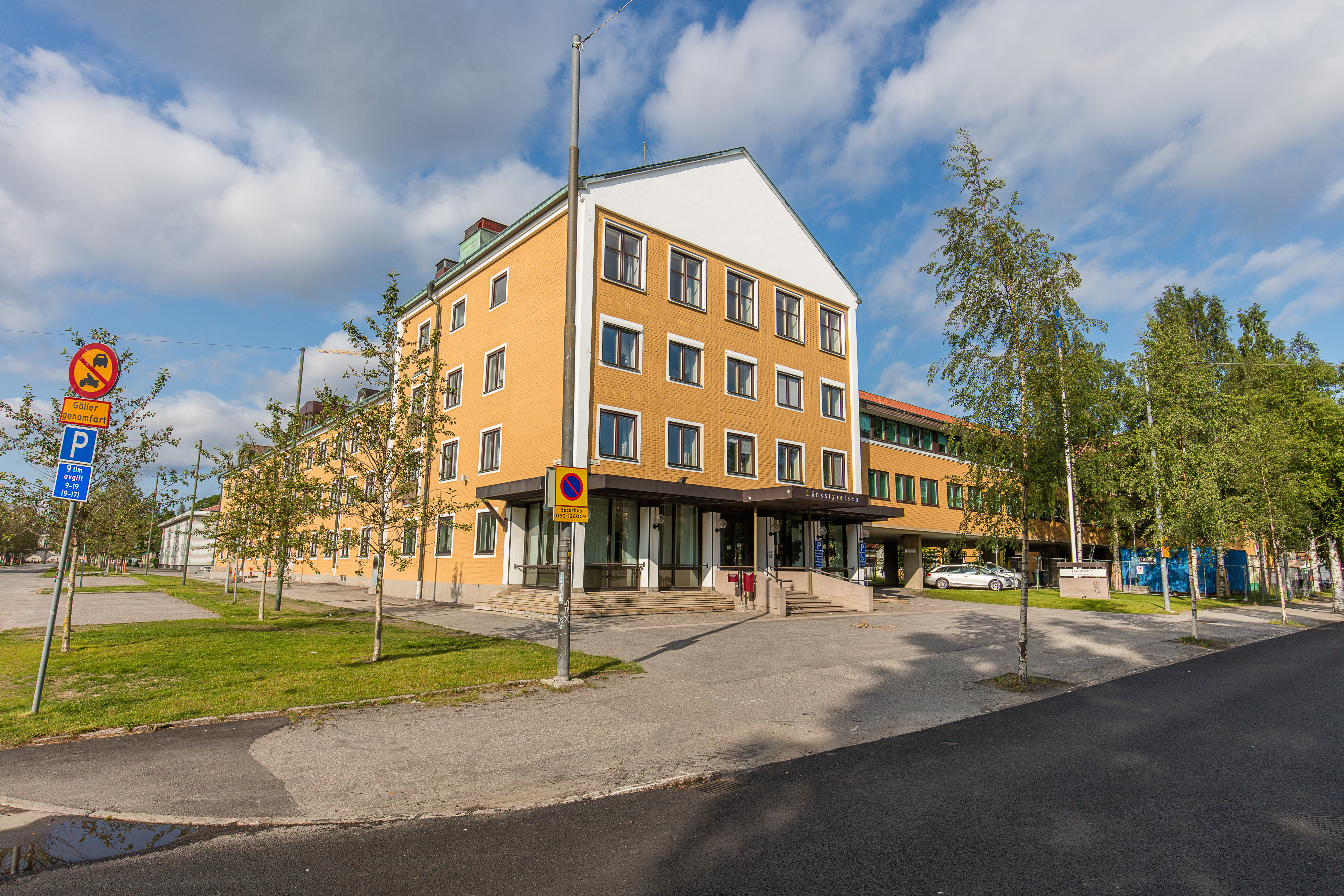
Länsstyrelsen.